# Hahnenberg (Radevormwald)
Hahnenberg ist ein Ort und Stadtteil von Radevormwald im Oberbergischen Kreis im nordrhein-westfälischen Regierungsbezirk Köln in Deutschland.

## Lage
Er liegt östlich von Radevormwald und ist über eine Stichstraße von der Bundesstraße 229 zwischen Radevormwald und Halver zu erreichen.
Nahe der Ortschaft entspringen zwei Bäche: Westlich entspringt der Kreuzbach, ein Quellbach des Erlenbachs, der, wie ebenfalls nahe Hahnenberg entspringende Moorbach, in der Bevertalsperre mündet.
Die benachbarten Ortschaften sind Feldmannshaus, Grafweg (beide an der B 229) und Altendorf. Hahnenberg ist die "letzte" größere Ortschaft vor der Stadtgrenze zu Halver.

## Geschichte
1443 wurde der Ort das erste Mal urkundlich erwähnt und zwar "Einkünfte und Rechte des Kölner Apostelstiftes, genannt wird: Gerlach van Hanenberch". Die Schreibweise der Erstnennung war Hanenberch.
Hahnenberg besaß einen eigenen Bahnhof an der in diesem Abschnitt 1968 stillgelegten Bahnstrecke der Wuppertal-Bahn (Kursbuchstrecke 403) zwischen Radevormwald und Halver. Das ehemalige Empfangsgebäude wird heute als Wohnhaus genutzt.
Am 26. Mai 1928 stürzt morgens um 8.15 Uhr ein Flugzeug der Lufthansa im Ortsteil Hahnenberg auf der "Schlegelschen Wiese" ab. Drei Menschen kamen dabei ums Leben. Dem Hahnenberger Hugo Kämper, der als einer der ersten an der Absturzstelle war, gelang es, einen Passagier aus dem brennenden Wrack zu ziehen. Seine Rettungsmedaille ist im Heimatmuseum Radevormwald ausgestellt.

## Attraktionen, Einrichtungen und Vereine
Hahnenberg ist seit 1976 Standort einer Motocrossanlage. Die Strecke hat eine Länge von 1.345 Meter und besteht aus festem Lehmboden und einer Bewässerungsanlage. Betreiber der Anlage sind die Motorsportfreunde (MSF) Kräwinklerbrücke.
Die Freiwillige Feuerwehr Radevormwald hat mit der Löschgruppe Hahnenberg einen Standort in dem Ort.
Seit 1881 besteht zudem der Männer-Gesang-Verein Hahnenberg 1881 e. V.